# 中米紛争
中米紛争、もしくは中米危機（英: Central American crisis）とは、1970年代後半から激化した中央アメリカ一帯における各国の内戦を総称したものである。

## 概要

### ソ連によるゲリラ支援強化
冷戦下の1970年代においてソビエト連邦は、「アメリカの裏庭」とも呼ばれる中央アメリカ一帯において、アメリカに支援された軍事政権に対して抵抗運動を行う反政府左翼ゲリラへの軍事、経済的支援を強化した。
この様な支援強化を受けて、1979年にニカラグアで、共産主義を信奉する左翼ゲリラにより「コントラ戦争」が勃発した。また、エルサルバドルでも「エルサルバドル内戦」が勃発した。なお、左翼ゲリラ組織に対する援助にはキューバや中華人民共和国も関与していたと言われている。
これに対してアメリカのロナルド・レーガン大統領は、反共の理念を掲げて左翼ゲリラに敵対する親米軍事政権の支援や、ニカラグアの親米反政府組織である「コントラ」をはじめとする、左翼政権と戦う反政府組織や傭兵軍を組織してこれに対応した。

### 副作用
これらの中央アメリカ諸国における内戦状態は、アメリカに対してベトナム戦争後のインドシナ半島における「ドミノ理論」の再現を危惧させ、その結果、アメリカからの近隣の親米軍事政権を持つ中央アメリカ諸国、そして南アメリカ諸国に対する軍事、経済支援の強化と、それがもたらす軍事独裁体制のさらなる強化をもたらすなどの副作用を生むこととなった。
しかし、米ソ両陣営からの支援、援助のほぼすべてが左翼ゲリラと親米政権に対する支援目的であったために、国民の生活は困窮を極めた。さらに内戦の激化により、インフラストラクチャーの破壊や産業の荒廃、戦争孤児や少年兵の増加という問題を生む結果となった。

### 終結
なお、これらの国々における内戦状態は、1980年代後半に入りソ連の経済が破たんし、遠く離れた中央アメリカの左翼ゲリラ組織への支援を行う余裕がなくなったことや、冷戦終結を受けてアメリカからの親米軍事独裁政権への支援が打ち切られたことで急速に終結を迎えることとなった。
さらに1990年代初頭には、これらの国を含む中央アメリカ諸国、そして南アメリカ諸国においてアメリカからの支援を受けていた親米軍事独裁政権が相次いで崩壊し、自由選挙がおこなわれ民政化移行が行われることとなった。

### 反米左翼政権の復活
内戦状態が終わり民政化移行が行われたものの、多くの国ではその後も貧困が解消されなかったため、社会主義に対する支持が元々高かった。それに加えて、長い間軍事独裁政権を支援し続けていたアメリカに対する根強い反感が国民の間に残っていたことなどを受けて、「反米ポピュリズム」とも称される勢力が急速に勃興し、2000年代に入ると、社会主義的政策を掲げた反米左翼政権がいくつか現れることとなった。
2007年にはニカラグアで、かつてサンディニスタ民族解放戦線の指導者で、中米紛争時に反米左翼政権の大統領であったダニエル・オルテガが大統領に返り咲いたほか、エクアドルではラファエル・コレア率いる左翼政権が、ベネズエラではウゴ・チャベス率いる反米左翼政権が、自由選挙により相次いで成立した。